# Curtara surinamensis
Curtara surinamensis är en insektsart som beskrevs av Luci B. N. Coelho och Da-silva 1996. Curtara surinamensis ingår i släktet Curtara och familjen dvärgstritar. Inga underarter finns listade i Catalogue of Life.